# Clarisa Fernández
Clarisa Fernández (Córdoba, 1981. augusztus 28. –) argentin teniszezőnő. 1998-ban kezdte profi pályafutását, hét egyéni és hat páros ITF-torna győztese. Legjobb egyéni világranglista-helyezése huszonhatodik volt, ezt 2003 márciusában érte el.

## Eredményei Grand Slam-tornákon

### Egyéniben
| Torna           | 2008   | 2007   | 2006   | 2005   | 2004   | 2003   | 2002   | 2001   |
| --------------- | ------ | ------ | ------ | ------ | ------ | ------ | ------ | ------ |
| Australian Open | 1. kör | 1. kör | -      | -      | 1. kör | 3. kör | 1. kör | -      |
| Roland Garros   | -      | -      | 1. kör | 2. kör | -      | 2. kör | 1/2D   | -      |
| Wimbledon       | -      | -      | 2. kör | -      | -      | 1. kör | 2. kör | 1. kör |
| US Open         | -      | -      | 1. kör | -      | -      | 1. kör | 1. kör | -      |

## Év végi világranglista-helyezései
| Év       | 1998 | 1999 | 2000 | 2001 | 2002 | 2003 | 2004 | 2005 | 2006 | 2007 | 2008 |
| Helyezés | 718. | 293. | 340. | 124. | 31.  | 90.  | 356. | 151. | 115. | 484. | 535. |

## Külső hivatkozások
- Clarisa Fernández profilja a WTA oldalán (angolul)
- Clarisa Fernández profilja az ITF oldalán (angolul)
- Clarisa Fernández profilja a Billie Jean King-kupa oldalán (angolul)